# Gottlob August von Reibold
Gottlob August von Reibold, auch von Reiboldt, (* 20. Dezember 1664 in Neundorf bei Plauen; † 5. Oktober 1716 in Dresden) war ein kursächsischer Kammerherr, Ritter des Johanniterordens und Rittergutsbesitzer.

## Leben
Er stammte aus dem sächsischen Adelsgeschlecht von Reibold und war Besitzer des Ritterguts Polenz, heute zu Neustadt in Sachsen zugehörig. Bereits in jungen Jahren trat er in den Dienst der Wettiner und wurde an deren Hof in Dresden zum Kammerherrn berufen. Daneben wurde er Ritter des Johanniterordens.

## Familie
Er war in erster Ehe verheiratet mit Eleonora Maria geborene von Gersdorff, die 1707 starb. Wolf Abraham Reibold, an dessen Geburt sie starb, ist ihr gemeinsamer Sohn.